# 5088 Tancredi
5088 Tancredi è un asteroide della fascia principale. Scoperto nel 1979, presenta un'orbita caratterizzata da un semiasse maggiore pari a 3,1066264 UA e da un'eccentricità di 0,1547144, inclinata di 0,58595° rispetto all'eclittica.